# أحمد بن زيادة الله بن قرب
أحمد بن زيادة الله بن قرب أو ابن قرب شخصية مسلمة حكم صقلية في ثورة ضد الخلافة الفاطمية، من عام 913 إلى عام 916. قام بغارات ضد الإمبراطورية البيزنطية في جنوب إيطاليا ففتح العديد من المدن، وأغار بشدة ضد شواطئ إفريقيا الفاطمية، ولكن خُلع وسُلم للفاطميين، الذين أعدموه وأتباعه في تموز 916.

## الأصل والمهنة المبكرة
ينحدر أحمد من صقلية، التي بدأ الأغالبة في عشرينيات القرن التاسع غزوها التدريجي للإمبراطورية البيزنطية. انتهت العملية بفتح طبرمين في عام 902، لكنها تركت بعض المعاقل البيزنطية في الشمال الشرقي الجبلي للجزيرة (فال ديموني [الإنجليزية]) وكذلك عبر مضيق مسينة في قلورية.
تشير أسماء عائلة أحمد بن قرب إلى علاقته بعثمان بن قرب، الذي كان حاكمًا للجزيرة في ثلاثينيات القرن التاسع، ومع محمد بن قرب، القائد العسكري الذي بدأ الحصار الذي أدى إلى الاستيلاء على سرقوسة في عام 878. قد يكون هذا محمدًا والد أحمد.
كان أحمد حاكمًا أغلبيًا لطرابلس قبل الإطاحة بالأغالبة وتأسيس الخلافة الفاطمية في عام 909.

## التمرد
وبعد فترة وجيزة من تأسيسها، أرسلت الدولة الفاطمية في إفريقيا حكامها إلى الجزيرة. ومع ذلك، فإن الجيش الصقلي المحلي، الذي كان معتادًا على استقلال واسع في إدارة شؤونه، عزل الحاكم الأول، الحسن بن أحمد بن أبي خنذر ، وطرد خليفته، علي بن عمر البلوي. رفضًا للنظام الشيعي الفاطمي، رفعوا ابن قرب إلى السلطة حاكمًا للجزيرة في 18 مايو 913. سارع ابن قرب إلى رفض السيادة الفاطمية، وأعلن تأييده لمنافس الفاطميين السني، الخليفة العباسي المقتدر في بغداد. واعترف الأخير بابن قرب أميرًا على صقلية، وأرسل إليه في إشارة إلى ذلك راية سوداء، وخلعات، وقلادة ذهبية. وكما كتب المؤرخ أليكس ميتكالف، فإن الحركة التي قادها ابن قرب كانت غريبة بالنسبة لظروف صقلية. باعتبارها مجتمعًا حدوديًا يركز على الجهاد ، "كانت بعض أشكال السلطة الخلافية [...] ضرورية لوجود صقلية الشرعي ككيان سياسي"، ولكن في الوقت نفسه، كانت "محاولة صقلية على وجه التحديد لتحرير نفسها من حكم إفريقية".
في ربيع/صيف عام 913، شن الغارات السنوية المعتادة ضد الأراضي البيزنطية (وهي غارات كان يشنها الأغالبة والفاطميون بصورة موسمية على البيزنطيين): حاصر ابنه علي تاورمينا، التي أعاد البيزنطيون احتلالها وإعادة بنائها، لمدة شهرين دون جدوى، لكن ابن قرب نفسه قاد غارة على كالابريا، وعاد بغنائم كبيرة والعديد من السجناء. ربما عُقدَت معاهدة بين العرب الصقليين والقائد العسكري البيزنطي في كالابريا، أوستاثيوس، حيث وافق البيزنطيون على إعطاء 22000 قطعة ذهبية سنويًا مقابل الهدنة، بعد ذلك بوقت قصير. وفقًا لما ذكره هاينز هالم، ربما أدت هذه الهدنة إلى استياء القوات الصقلية من ابن قرب وساهمت في سقوطه في النهاية، حيث وضعت حدًا للغارات ضد الأراضي البيزنطية. 
في تموز 914، أغار الأسطول الصقلي بقيادة محمد، الابن الأصغر لابن قرب، على سواحل إفريقية. في لبدة الصغرى [الإنجليزية]، فاجأ الصقليون أسطولاً بحرياً فاطمياً في 18 تموز، فأحرقوا الأسطول الفاطمي، وأسروا 600 شخص. ومن بين هؤلاء كان حاكم صقلية السابق ابن أبي خنذير الذي أُعدم. هزم الصقليون مفرزة من الجيش الفاطمي أُرسلَت لصدهم، ثم تقدموا جنوبًا، ونهبوا صفاقس ووصلوا إلى طرابلس في آب 914. ولم يمنع الهجوم على المدينة إلا وجود الولي الفاطمي المعين، القائم بأمر الله، الذي كان في طريقه آنذاك لغزو مصر.
في العام التالي، ومع ذلك، فشلت محاولة مماثلة، وهُزم الأسطول الصقلي على يد الفاطميين،. ونتيجة لذلك، بدأ الصقليون في التحول إلى الفاطميين، وكان البربر في جرجنت أول من انشقوا، وتبعتهم مدن أخرى بعد ذلك بفترة وجيزة. وبعد أن تضاءل دعمه، استعد ابن قرب للهروب إلى الأندلس، ولكن في 14 تموز 916 وقع في قبضة الصقليين، الذين سلموه هو وأنصاره إلى الخليفة الفاطمي المهدي بالله مكبلًا بالسلاسل. أحضره المهدي إلى قصره في رقادة، حيث وضعوه على قبر ابن أبي خنذير (الوالي السابق لصقلية الذي قتله)، فأعدموه، ووضعوه هناك دون دفن لبضعة أيام.
أُخضعَت صقلية على يد جيش فاطمي بقيادة أبي سعيد موسى بن أحمد الضيف، والذي حاصر باليرمو حتى آذار 917. نُزعَ سلاح القوات المحلية، ونُصبت حامية كتامية موالية للفاطميين، تحت قيادة الحاكم سليم بن أسد بن أبي راشد [الإنجليزية]. ومع ذلك، فقد ظل إرث ابن قرب في صقلية محفورًا في الأذهان لبعض الوقت: ففي عام 973، عندما زار ابن حوقل باليرمو، وجد أحد أبواب أسوار المدينة يحمل اسمه.